# شهر گمشده زد

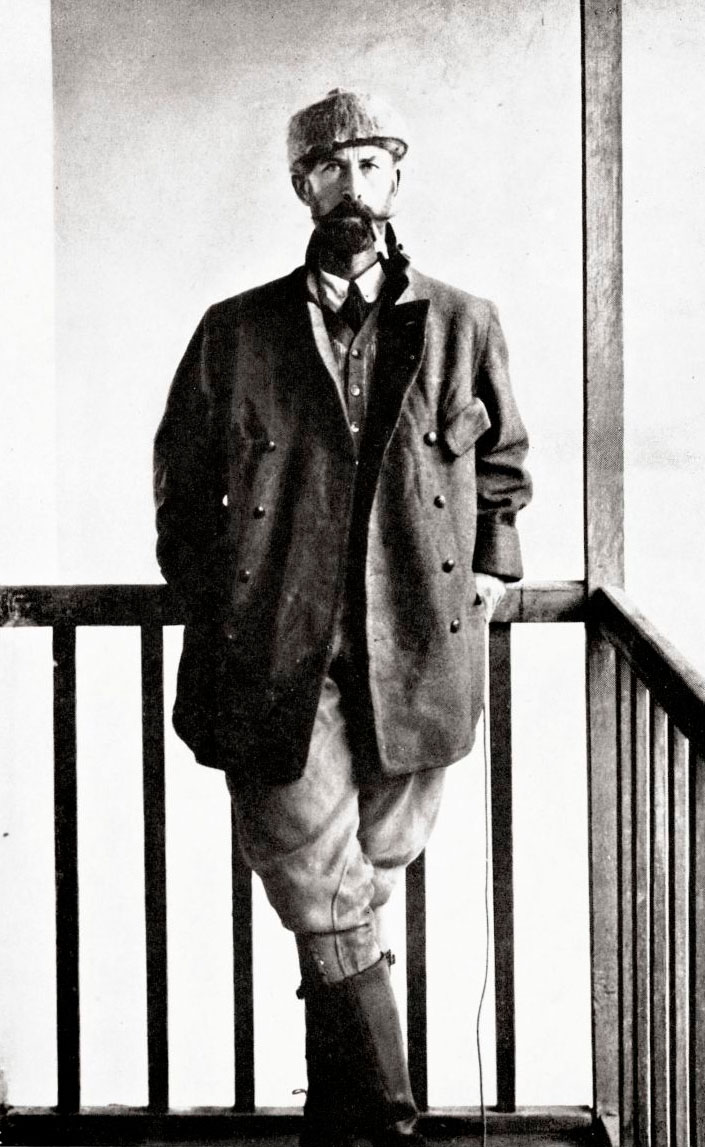
کلنل پرسی هریسون فاست

شهر گمشدهٔ زد نامی است که توسط کلنل انگلیسی، پرسی هریسون فاست، به شهری که به گمان او در جنگل‌های ماتو گروسو وجود داشت گفته می‌شود. فاست بر اساس اکتشافات خود در رود آمازون به این نتیجه فرضی رسید که تمدنی مدرن در این منطقه وجود داشته‌است و خرابه‌های آن بایستی تا به امروز جان سالم به در برده باشند.فاست در ین زمان مدرکی یافت که به دستنویس ۵۱۲ مشهور بود و توسط براندیرانت ژاو دا سیلویا گویماراس نوشته شده بود که در طول سال ۱۷۵۳ او خرابه‌هایی از شهری باستانی را کشف نمود که شامل طاق مجسمه و یک معبد بوده‌است. شهر با جزئیات فراوانی بدون آنکه محل آن توصیف شده بود. شهر مقصد جدیدی برای کاوش‌های فاست در پی شهر گمشده زی شد. او در کتاب کاوش‌های خود در بارهی این کاوشهای در منطقه سراتو در باهیا به آن اشاره نموده‌است.
هنگامی که فاست برای پیدا نمودن شهر زی آماده می‌شد جنگ جهانی اول آغاز شد. در ۱۹۲۰ او تلاش نمود به صورت شخصی بدنبال شهر زی برود ولی با ابتلا به تب در میانه راه حیوانات خود را کشت و به کاوش خاتمه داد. تا آنکه در تلاشی دیگر در سال ۱۹۲۵، فاست به همراه پسرش جک و دوستش رالی ریمل در جنگل‌های ماتو گروسو گم شدند.
دیوید گران در نیویورکر مقاله‌ای با عنوان «شهر گمشده زی» (۲۰۰۵) چاپ کرد که بعداً به کتابی با نام شهر گمشده زی (۲۰۰۹) بسط داده شد. فیلمی سینمایی به همین نام، شهر گمشده زی (فیلم)، بر مبنای این کتاب در ۱۴ مارس ۲۰۱۷ به پرده نمایش برده شد.

## تأثیرات احتمالی بر فاست
این امکان وجود دارد که پرسی تحت تأثیر اطلاعاتی که در کاوشگری سایت کاهیکوگو در نزدیکی سرآب رودخانه زینگو به دست آمد قرار گرفته باشد. کایکوگو پس از آنکه فاست مرده فرض شد پیدا شده‌است و شامل ۲۰ خرابه و دهکده است که زمانی تفریبا ۵۰۰۰۰ نفر را در خود جای می‌داده‌است.